# Elecciones al Parlamento Europeo de 2004 (Países Bajos)
En las elecciones al Parlamento Europeo de 2004 en los Países Bajos, celebradas en el 10 de junio de 2004, se escogió a los representantes de dicho país para la sexta legislatura del Parlamento Europeo. El número de escaños asignado a Países Bajos pasó de 31 a 27.

## Resultados
| Datos de participación | Datos de participación | Datos de participación |
| ---------------------- | ---------------------- | ---------------------- |
| Censo electoral        | 12.168.878             | 100%                   |
| Votantes               | 4.777.121              | 39,3                   |
| Abstención             | 7.391.757              | 60,7                   |
| A candidatura          | 4.765.677              | 99,8                   |

| ← Elecciones al Parlamento Europeo de 2004 →                    |           |       |         |     |
| Partido                                                         | Votos     | %     | Escaños | +/- |
| Llamada Demócrata Cristiana (CDA)                               | 1.164.431 | 24,43 | 7       | -2  |
| Partido del Trabajo (PvdA)                                      | 1.124.549 | 23,60 | 7       | +1  |
| Partido Popular por la Libertad y la Democracia (VVD)           | 629.198   | 13,20 | 4       | -2  |
| Izquierda Verde (GL)                                            | 352.201   | 7,39  | 2       | -2  |
| Europa Transparente (ET)                                        | 349.156   | 7,33  | 2       | /   |
| Partido Socialista (SP)                                         | 332.326   | 6,97  | 2       | +1  |
| Coalición Unión Cristiana - Partido Político Reformado (CU/SGP) | 279.880   | 5,87  | 2       | -1  |
| Demócratas 66 (D66)                                             | 202.502   | 4,25  | 1       | -1  |
| Partido por los Animales (PvdD)                                 | 153.432   | 3,22  | 0       | /   |
| Lista Pim Fortuyn (LPF)                                         | 121.509   | 2,55  | 0       | /   |
| Partido por el Norte (PvhN)                                     | 18.234    | 0,38  | 0       | /   |
| Nueva Derecha (NR)                                              | 15.732    | 0,33  | 0       | /   |
| Leefbaar Europa (LeefbEur)                                      | 9.144     | 0,19  | 0       | /   |
| Europa Democrática (DE)                                         | 8.780     | 0,18  | 0       | /   |
| Respect.Nu (Respect.Nu)                                         | 4.603     | 0,10  | 0       | /   |
| Total                                                           |           |       | 27      | -4  |